# Villers-sous-Chalamont
Villers-sous-Chalamont là một xã trong vùng hành chính Franche-Comté, thuộc tỉnh Doubs, quận Pontarlier, tổng Levier. Tọa độ địa lý của xã là 46° 54' vĩ độ bắc, 06° 02' kinh độ đông. Villers-sous-Chalamont nằm trên độ cao trung bình là 714 mét trên mực nước biển, có điểm thấp nhất là 658 mét và điểm cao nhất là 901 mét. Xã có diện tích 22.18 km², dân số vào thời điểm 2006 là 275 người; mật độ dân số là 12 người/km².

## Thông tin nhân khẩu
| 1962 | 1968 | 1975 | 1982 | 1990 | 1999 |
| ---- | ---- | ---- | ---- | ---- | ---- |
| 266  | 320  | 247  | 233  | 239  | 250  |

## Địa điểm tham quan
Nhà thờ Notre-Dame de l'Assomption được xây mới năm 1856, có nhiều tượng từ thế kỉ thứ 15.